# 鹤鸣堂康宅
鹤鸣堂康宅，位于江苏省苏州市姑苏区邾长巷1号。建于民国，为苏州市文物保护单位。

## 历史
鹤鸣堂康宅传为黄金荣管家康德全（1886年－1982年）所建造（另说黄金荣建造并赠予康），建于1932年。此宅为二层青砖楼房，分东西两楼，东楼三开间朝南，有刻饰石库门框。西楼朝东。楼内铺设进口瓷砖、地板。宅院东侧原为庭园，现不存。新中国成立后，为军区接待站用。